# Лихтенберг (Верхняя Франкония)
Лихтенберг (нем. Lichtenberg) — город в Германии, в земле Бавария.
Подчинён административному округу Верхняя Франкония. Входит в состав района Хоф. Подчиняется управлению Лихтенберг. Население составляет 1101 человек (на 31 декабря 2010 года). Занимает площадь 9,47 км². Официальный код — 09 4 75 146.

## Население
По оценке на 31 декабря 2015 года население общины Лихтенберг составляет 1012 чел. 

| Дата      | 1840 | 1871 | 1900 | 1925 | 1939 | 1950 | 1961 | 1970 | 1987 | 2011 |
| --------- | ---- | ---- | ---- | ---- | ---- | ---- | ---- | ---- | ---- | ---- |
| Население | 989  | 832  | 961  | 978  | 949  | 1481 | 1274 | 1283 | 1142 | 1109 |

| Год       | 1960 | 1970 | 1980 | 1990 | 2000 | 2009 | 2010 | 2011 | 2012 | 2013 | 2014 | 2015 |
| --------- | ---- | ---- | ---- | ---- | ---- | ---- | ---- | ---- | ---- | ---- | ---- | ---- |
| Население | 1259 | 1281 | 1142 | 1168 | 1199 | 1120 | 1101 | 1099 | 1080 | 1040 | 1023 | 1012 |

## Культура
На протяжении многих лет в городе жил и работал известный скрипач Анри Марто. Его именем названа площадь (нем. Henri-Marteau-Platz), а с 2002 года в Лихтенберге проводится Международный конкурс скрипачей имени Анри Марто.

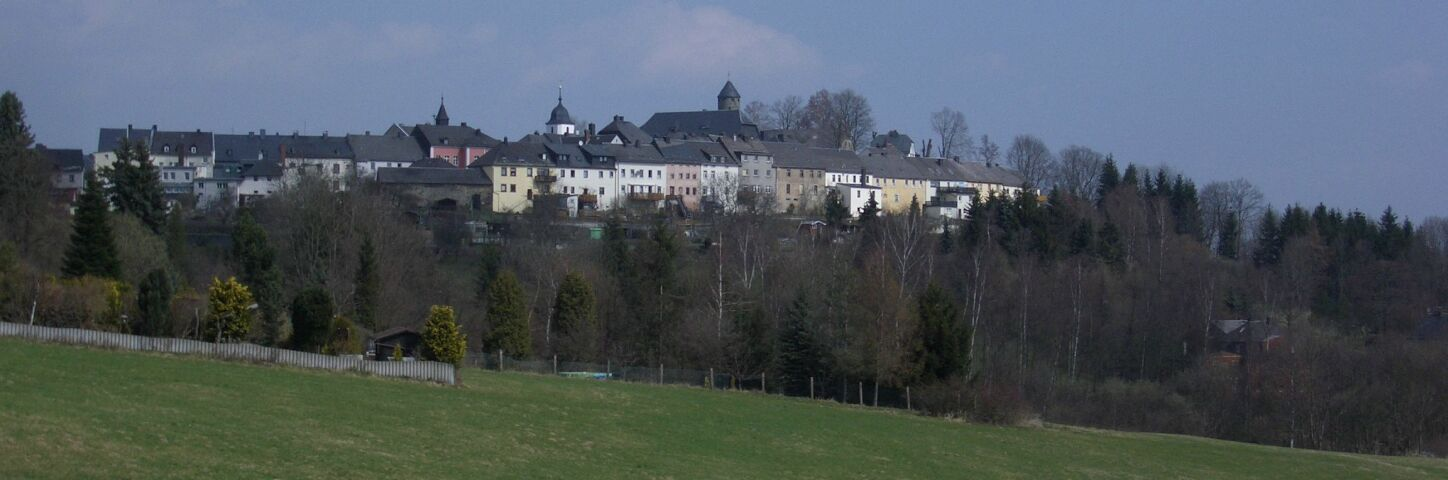
Лихтенберг (Верхняя Франкония)